# عبد العزيز البرطي
عبد العزيز لطف البرطي، هو عسكري ووزير داخلية ومحافظ يمني سابق. أحد الضباط الذين ساهموا في الإعداد والتنفيذ لثورة السادس والعشرين من سبتمبر عام 1962 والمدافعين عن صنعاء في حصار السبعين. شغل العديد من المناصب العسكرية والأمنية الرفيعة في شمال اليمن سابقا، منها وزيراً للداخلية ورئيساً لهيئة الأركان العامة ومحافظ في عدة محافظات.

## ولادته ونشأته وتعليمه[5]
ولد اللواء الركن عبد العزيز البرطي في قرية ثقبان ، في مديرية بني الحارث  أمانة العاصمة ،ونشأ وترعرع في صنعاء القديمة في حارة الخراز ، ثم انتقل للدراسة في مدينة شبام كوكبان، في محافظة المحويت (لواء المحويت سابقا)، ثم عاد إلى صنعاء؛ فدرس فيها حتى تخرج من المدرسة الثانوية عام 1957م. التحق بكلية الطيران وتخرج منها عام 1961م. تخرج من مدرسة الأسلحة عام 1962م، ثم تخرج من معهد الدراسات العسكرية في مصر عام 1963م ، كما تابع دراسته في روسيا.

## المناصب والوظائف التي تقلدها[1]
عُيّن في العام 1964 قائداً لمدرسة المدرعات، ثم قائداً للكتيبة الثالثة، وقائدًا لمحور عبس في العام التالي،
حصل في العام 1967 على دورة في قيادة الجيوش في موسكو.
خلال فترة حصار السبعين نهاية العام 1967، عُين قائداً للواء الحديدة ومن هناك شارك في فك الحصار عن صنعاء من قبل الملكيين.
عين في العام 1968 قائداً لسلاح المدرعات، وفي نفس العام عُيّن قائداً لمحور قعطبة، وكانت آنذاك تتبع إدارياً لواء إبّ.
عُيّن مطلع السبعينيات عضواً في المؤسسة العامة للإنشاء والتعمير.
في العام 1974 عُين قائداً لقطاع باب المندب، ثم مديرًا للتدريب العسكري عام 1976، ثم مديرًا للمنشآت التعليمية في القوات المسلحة في العام نفسه.
في عام 1977 عُين قائداً للقوات البحرية.
في العام 1978 عُين نائبًا لرئيس هيئة الأركان العامة، ثم عُين وزيرًا للداخلية في العام نفسه.
في العام 1979 عُين رئيسًا لهيئة الأركان العامة، وفي نفس العام صدر قرار جمهوري بمنحة درجة نائب رئيس وزراء.
عُين عام 1982 رئيساً لمجلس إدارة المؤسسة الاقتصادية للقوات المسلحة والأمن (المؤسسة العسكرية سابقاً)، ثم
في العام 1983 عُين محافظاً لمحافظة حجة، و
في العام 1987 عُين محافظاً لمحافظة المحويت.
في العام 1994 عُين مستشاراً للقائد الأعلى للقوات المسلحة،
بداية العام 2000 رقي إلى رتبة لواء، وأحيل إلى التقاعد.

## وفاته
توفي يوم الثلاثاء 15 أغسطس 2017 عن عمر ناهز ال78 عاماً بمرض عضال، ودفن في مسقط رأسه في قرية ثقبان بني الحارث.